# Tribunal constitutionnel plurinational
 (février 2025).
Si vous disposez d'ouvrages ou d'articles de référence ou si vous connaissez des sites web de qualité traitant du thème abordé ici, merci de compléter l'article en donnant les références utiles à sa vérifiabilité et en les liant à la section « Notes et références ».
 (mai 2024).
La mise en forme du texte ne suit pas les recommandations de Wikipédia : il faut le « wikifier ».
Les points d'amélioration suivants sont les cas les plus fréquents. Le détail des points à revoir est peut-être précisé sur la page de discussion.
- Les titres sont pré-formatés par le logiciel. Ils ne sont ni en capitales, ni en gras.
- Le texte ne doit pas être écrit en capitales (les noms de famille non plus), ni en gras, ni en italique, ni en « petit »…
- Le gras n'est utilisé que pour surligner le titre de l'article dans l'introduction, une seule fois.
- L'italique est rarement utilisé : mots en langue étrangère, titres d'œuvres, noms de bateaux, etc.
- Les citations ne sont pas en italique mais en corps de texte normal. Elles sont entourées par des guillemets français : « et ».
- Les listes à puces sont à éviter, des paragraphes rédigés étant largement préférés. Les tableaux sont à réserver à la présentation de données structurées (résultats, etc.).
- Les appels de note de bas de page (petits chiffres en exposant, introduits par l'outil «  Source ») sont à placer entre la fin de phrase et le point final[comme ça].
- Les liens internes (vers d'autres articles de Wikipédia) sont à choisir avec parcimonie. Créez des liens vers des articles approfondissant le sujet. Les termes génériques sans rapport avec le sujet sont à éviter, ainsi que les répétitions de liens vers un même terme.
- Les liens externes sont à placer uniquement dans une section « Liens externes », à la fin de l'article. Ces liens sont à choisir avec parcimonie suivant les règles définies. Si un lien sert de source à l'article, son insertion dans le texte est à faire par les notes de bas de page.
- La présentation des références doit suivre les conventions bibliographiques. Il est recommandé d'utiliser les modèles {{Ouvrage}}, {{Chapitre}}, {{Article}}, {{Lien web}} et/ou {{Bibliographie}}. Le mode d'édition visuel peut mettre en forme automatiquement les références.
- Insérer une infobox (cadre d'informations à droite) n'est pas obligatoire pour parachever la mise en page.

Pour une aide détaillée, merci de consulter Aide:Wikification.
Si vous pensez que ces points ont été résolus, vous pouvez retirer ce bandeau et améliorer la mise en forme d'un autre article.
Le Tribunal constitutionnel plurinational, anciennement Tribunal constitutionnel de la Bolivie, est la juridiction chargée du contrôle de constitutionnalité en Bolivie. Il a été créé à l'origine par la réforme constitutionnelle approuvée en 1994, et a commencé à fonctionner en 1999 après de que les grande lignes constitutionnels de sa structure et  de son fonctionnement furent établis par la Loi 1836 du 01/04/1998 (Loi du Tribunal constitutionnel)    
Actuellement, la structure l'organisation et le fonctionnement de cette juridiction se trouvent régis par la Loi 027 du 06/07/2010 (Loi du Tribunal constitutionnel plurinational).  
Les procédures des Actions de défense et les recours qui peuvent être formés devant ce Tribunal sont prévus dans la Loi 254 du 05/07/2012 (Code du procès constitutionnel).  
La configuration constitutionnelle du Tribunal constitutionnel plurinational de la Bolivie, se trouve établie par les articles 196 À 204 de la Constitution Politique de l'État (CPE) bolivienne, norme qui détermine que les fonctions principales de cet organe consistent à : veiller à la suprématie de la Constitution, exercer le contrôle de constitionanlité et préserver le respect et l'effectivité des droits et des garanties constitutionnels. 

## Compétence
La compétence et les attributions du Tribunal constitutionnel plurinational de la Bolivie se trouvent décrites à l'article 202 de la CPE et pour la majeure partie dans la Loi organique, et peuvent se résumer en trois champs :
- 1) Protection de droits et garanties prévue dans le bloc de constitutionnalité ;
- 2) Contrôle normatif de la conformité des actes du gouvernement à la Constitution ;
- 3) Contrôle de l'exercice du pouvoir de l'État.

Les décisions du Tribunal ne sont pas susceptible de recours, et sont contraignantes en suivant les règles fixées en la matière par la jurisprudence constitutionnelle. 

### Protection de droits et garanties prévues dans le bloc de constitutionnalité
Dans le cadre de ces procédures, le Tribunal se prononce :
- sur la cassation des décisions dans le cadre de l' habeas corpus, de la protection constitutionnelle et de l' habeas data ;
- sur les recours contre des résolutions législatives, qu'elles soient d'origine bicamérale ou monocamérale.

### Contrôle normatif de la constitutionnalité des actes du Gouvernement
Le Tribunal connait :
- des recours en contrôle de constitutionnalité abstrait ;
- des recours en contrôle de constitutionnalité  concret ;
- des actions en contestation les actes législatifs ou d'une seule chambre du Parlement,  les actes du Gouvernement ou des exécutifs municipaux ;
- des recours contre les prélèvements obligataire, qu'ils s'agissent d'impositions, de taxes, de contributions ou de patentes ;
- des plaintes pour violation de la procédure de révision constitutionnelle.

### Contrôle de l'exercice du pouvoir de l'État
Le Tribunal tranche les conflits de compétences qui pourraient apparaitre entre les organes du pouvoir central, de ceux-ci avec la Cour nationale électorale ou les Cours départemental électorales, entre les organes du pouvoir central avec les organes d'administration départementale (tant ceux des préfectures que les gouvernements locaux autonomes ou les gouvernements municipaux), et les conflits qui pourraient surgir entre les gouvernements municipaux eux-mêmes, ou entre ceux-ci et les administrations départementales.
La juridiction se prononce également sur les recours en nullité contre tout acte de tout autorité publique qui a usurpé des fonctions ou qui a exercé une juridiction ou une compétence qui n'était pas prévue par la loi.

## Composition
Le Tribunal se compose de neuf juges : un président et quatre chambres formées par deux magistrats chacune.
Pour être membre de la juridiction, les candidats doivent être présélectionnés par l'Assemblée législative plurinationale, le Parlement bicaméral de la Bolivie, à la majorité des deux tiers des présents.
Les candidats pour être magistrats doivent être preseleccionados par l'Assemblée Législative Plurinacional  par deux tiers de votes des présents dans la séance d'élection. Les candidats présélectionnés se soumettent ensuite à élection à bulletin secret en circonscription départemental, c'est-à-dire que chaque magistrat est élu pour chacun des départements du territoire national. La période constitutionnelle de fonctions de même que dans le cas des membres du Tribunal suprême de justice, soit six années, sans pouvoir être réélu avant une période identique. En cas d'infractions commises dans l'exercice de leurs fonctions, ils subissent la même procédure que les membres du Tribunal suprême.

### Composition actuelle
- Paul Enrique Franco Zamora (Président)
- Georgina Amusquivar Moller (Magistrate)
- Brigida Celia Vargas Barañado (Magistrate)
- Karem Lorena Gallardo Sejas (Magistrate)
- Julia Elizabeth Cornejo Gallardo (Magistrate)
- Carlos Alberto Calderón Medrano (Magistrat)
- Gonzalo Miguel Hurtado Zamorano (Magistrat)
- René Yván Épée Navía (Magistrat)
- Petronilo Fleurs Condori (Magistrat)

### Anciens présidents
- Ruddy José Fleurs Monterrey
- Elizabeth Iñiguez de Salinas
- Willman Ruperto Durán Rive †
- René Baldivieso Guzmán
- Hugo de la Rocha Navarro †
- Pablo Dermizaky Peredo †

### Anciens juges
- Silvia Salame Farjato
- Artemio Arias Romano
- Wálter Alfredo Raña Arana
- Martha Rouges Álvarez
- José Antonio Rivera Santiváñez
- Felipe Tredinnick Approvisionnement †
- Rolando Roche Aguilera
- Pastor Ortiz Matos †
- Alcides Alvarado†
- Jaime Urcullo